# Sicamous
Sicamous (offiziell Distric of Sicamous) ist eine Gebietsgemeinde („District Municipality“) im Central Interior, westlich der Monashee Mountains, der kanadischen Provinz British Columbia. Die Gemeinde gehört zum Columbia-Shuswap Regional District und wird in Ost-West-Richtung vom Trans-Canada Highway durchquert.
Auf Grund der vielen hier zu mietenden bzw. verankerten Hausboote bezeichnet sich Sicamous selbst als die „Houseboat Capital of Canada“ (Hausboot-Hauptstadt von Kanada).

## Lage
Die Gemeinde liegt im Zentrum des Shuswap Highland an der Einmündung des von Süden, aus Vernon, kommenden Highway 97A in den Highway 1. Sicamous liegt etwa 30 km östlich von Salmon Arm bzw. etwa 70 km westlich von Revelstoke. Während die Gemeinde im Nordwesten an den Shuswap Lake angrenzt, liegt im Südwesten der Mara Lake. Die beiden Seen werden im Westen der Gemeinde durch die Sicamous Narrows verbunden. Im Norden wird Sicamous vom Eagle River durchflossen, der hier in den Shuswap Lake mündet.

## Geschichte
Lange bevor diese Gegend von europäischstämmigen Einwanderern besiedelt wurde, war sie Siedlungs- und/oder Jagdgebiet der First Nations, hier der Secwepemc, aus deren Sprache auch der Name abgeleitet wurde.
Die heutige Gemeinde entstand Mitte der 1880er Jahre als hier die transkanadischen Eisenbahnstrecke gebaut wurde und im westlich gelegenen Craigellachie der symbolische „Letzte Nagel“ (last spike) gesetzt wurde. Im Jahr 1887 wurde hier dann ein „Post Office“ eröffnet.
Am 4. Dezember 1989 erfolgte die Zuerkennung der kommunalen Selbstverwaltung für die Gemeinde (incorporated als District Municipality).

## Demographie
Die offizielle Volkszählung, der Census 2016, ergab für die Gemeinde eine Bevölkerungszahl von 2429 Einwohnern, nachdem der Zensus im Jahr 2011 für die Gemeinde noch eine Bevölkerungszahl von 2441 Einwohnern ergab. Die Bevölkerung hat damit im Vergleich zum letzten Zensus im Jahr 2011 um 0,5 % abgenommen und sich damit entgegen dem Provinzdurchschnitt, mit einer Bevölkerungszunahme in British Columbia um 5,6 %, entwickelt. Bereits im Zensuszeitraum 2006 bis 2011 hatte die Einwohnerzahl in der Gemeinde um 8,8 % abgenommen, während sie im Provinzdurchschnitt um 7,0 % zunahm.
Für den Zensus 2016 wurde für die Gemeinde ein Medianalter von 56,0 Jahren ermittelt. Das Medianalter der Provinz lag 2016 bei nur 42,3 Jahren. Das Durchschnittsalter lag bei 50,6 Jahren, bzw. bei 42,3 Jahren in der Provinz. Zum Zensus 2011 wurde für die Gemeinde noch ein Medianalter von 52,4 Jahren ermittelt, während das Medianalter der Provinz bei nur 41,9 Jahren lag.

## Verkehr
Schwerpunkt der Verkehrsanbindung ist der Straßenverkehr. Jedoch wird die Gemeinde in Ost-West-Richtung auch durch eine Eisenbahnstrecke der Canadian Pacific Railway durchquert.

## Persönlichkeiten
- Adrian Veideman (* 1983), Eishockeyspieler
- Colin Fraser (* 1985), Eishockeyspieler
- Shea Weber (* 1985), Eishockeyspieler
- Cody Franson (* 1987), Eishockeyspieler